# Albert Kusnets
Albert Kusnets   (Kambja Rural Municipality, 25 d'agost de 1904 - Verkhnyaya Toyma, 1942) va ser un lluitador estonià, especialista en lluita grecoromana, que va competir durant les dècades de 1920 i 1930.
El 1924 va prendre part en els Jocs Olímpics de París, on fou quart en la competició del pes lleuger del programa lluita grecoromana. Quatre anys més tard, als Jocs d'Amsterdam, guanyà la medalla de bronze en la competició del pes mitjà del programa lluita grecoromana.
En el seu palmarès també destaquen tres medalles al Campionat d'Europa de lluita, dues de plata i una de bronze. Kusnets no va poder disputar els Jocs de Los Angeles perquè Estònia no tingué prou diners per enviar un equip a Amèrica. En retirar-se passà a exercir d'entrenador de lluita. Entre els seus deixebles hi hagué el campió olímpic Kristjan Palusalu.
El 1941 va ser enviat a un camp de treball rus a l'Óblast d'Arkhànguelsk, on va morir de fam el següent hivern.